# Athlétisme aux Jeux paralympiques d'été de 2012
Navigation
Pékin 2008 Rio de Janeiro 2016
Les épreuves d'athlétisme des Jeux paralympiques d'été de 2012 se déroulent du 31 août au 9 septembre 2012. 1 100 athlètes (740 hommes et 360 femmes) ont pris part aux épreuves.

## Classification

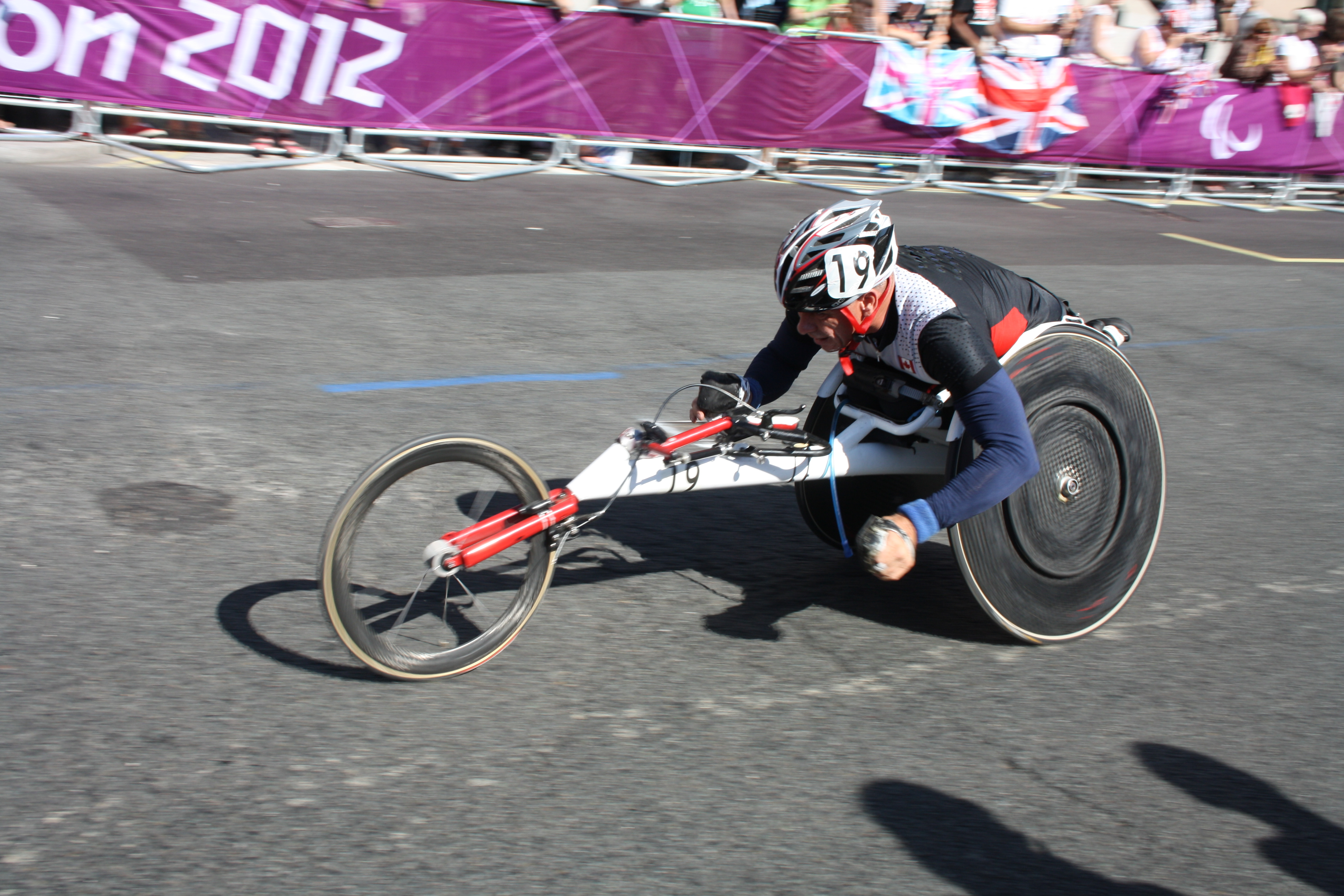
Un athlète lors de l'épreuve du marathon en fauteuil (T54) aux jeux paralympiques de Londres le 9 septembre 2012

Les athlètes bénéficient d'un classement en fonction du type et de l'ampleur de leur handicap. Le système de classification permet aux athlètes de concourir contre des athlètes ayant des aptitudes fonctionnelles similaires.
Les classifications en athlétisme sont:
- 11-13 : les athlètes aveugles (11) et malvoyants (12, 13)
- 20 : Les athlètes ayant une déficience intellectuelle
- 31-38 : Les athlètes atteints de paralysie cérébrale
- 40 : Les Autres (autres) (y compris les personnes souffrant de nanisme)
- 42-46 : Les personnes amputées
- 51-58 : Les athlètes ayant un handicap de la moelle épinière

Les numéros de classe sont préfixés par une lettre : "T" pour la course (Track), "F" pour le lancer ou le saut (Field) et"P" pour le pentathlon.

## Tableau des médailles

### Hommes

#### 100m
| Classe    | Or                       | Argent                                         | Bronze                                    |
| 100 m T11 | Lin Xue Guide : Lin Wang | Lucas Prado Guide : Justino Barbosa dos Santos | Felipe Gomes Guide : Leonardo Souza Lopes |
| 100 m T12 | Fedor Trikolich          | Mateusz Michalski                              | Yansong Li                                |
| 100 m T13 | Jason Smyth (IRL)        | Luis Felipe Gutierrez (CUB)                    | Jonathan Ntutu (RSA)                      |
| 100 m T34 | Walid Ktila              | Rheed McCracken                                | Mohamed Hammadi                           |
| 100 m T35 | Iurii Tsaruk (UKR)       | Teboho Mokgalagadi (RSA)                       | Fu Xinhan (CHN)                           |
| 100 m T36 | Evgenii Shvetcov         | Graeme Ballard                                 | Roman Pavlyk                              |
| 100 m T37 | Fanie van der Merwe      | Yongbin Lian                                   | Roman Kapranov                            |
| 100 m T38 | Evan O'Hanlon (AUS)      | Dyan Buis (RSA)                                | Zhou Wenjun (CHN)                         |
| 100 m T42 | Heinrich Popow           | Scott Reardon                                  | Wojtek Czyz                               |
| 100 m T44 | Jonnie Peacock           | Richard Browne                                 | Arnu Fourie                               |
| 100 m T46 | Xu Zhao                  | Raciel Gonzalez Isidoria                       | Ola Abidogun                              |
| 100 m T51 | Toni Piispanen           | Alvise de Vidi                                 | Mohamed Berrahal                          |
| 100 m T52 | Raymond Martin           | Salvador Hernandez Mondragon                   | Paul Nitz                                 |
| 100 m T53 | Mickey Bushell           | Yufei Zhao                                     | Shiran Yu                                 |
| 100 m T54 | Leo Pekka Tahti          | Yang Liu                                       | Saichon Konjen                            |

#### 200m
| Classe    | Or                                       | Argent                                       | Bronze                                     |
| 200 m T11 | Felipe Gomes Guide: Leonardo Souza Lopes | Daniel Silva Guide: Heitor de Oliveira Sales | Jose Armando Sayovo Guide: Nicolau Palanca |
| 200 m T12 | Mateusz Michalski                        | Fedor Trikolich                              | Yansong Li                                 |
| 200 m T13 | Jason Smyth                              | Alexey Labzin                                | Artem Loginov                              |
| 200 m T34 | Walid Ktila                              | Mohamed Hammadi                              | Rheed McCracken                            |
| 200 m T35 | Iurii Tsaruk                             | Fu Xinhan                                    | Hernan Barreto                             |
| 200 m T36 | Roman Pavlyk                             | So Wa Wai                                    | Ben Rushgrove                              |
| 200 m T37 | Roman Kapranov (RUS)                     | Shang Guangxu (CHN)                          | Omar Monterola (VEN)                       |
| 200 m T38 | Evan O'Hanlon                            | Dyan Buis                                    | Zhou Wenjun                                |
| 200 m T42 | Richard Whitehead                        | Shaquille Vance                              | Heinrich Popow                             |
| 200 m T44 | Alan Fonteles Cardoso Oliveira           | Oscar Pistorius                              | Blake Leeper                               |
| 200 m T46 | Yohansson Nascimento                     | Raciel Gonzalez Isidoria                     | Simon Patmore                              |
| 200 m T52 | Raymond Martin                           | Tomoya Ito                                   | Salvador Hernandez Mondragon               |
| 200 m T53 | Li Huzhao                                | Brent Lakatos                                | Zhao Yufei                                 |

#### 400m
| Classe    | Or                                         | Argent                                   | Bronze                                          |
| 400 m T11 | Jose Savoyo Armando Guide: Nicolau Palanca | Lucas Prado Guide: Laércio Alves Martins | Trésor Gauthier Makunda Guide: Antoine Laneyrie |
| 400 m T12 | Mahmoud Khaldi                             | Hilton Langenhoven                       | Jorge Gonzalez Sauceda                          |
| 400 m T13 | Alexey Labzin                              | Alexander Zverev                         | Mohamed Amguoun                                 |
| 400 m T36 | Evgenii Shetcov (WR)                       | Paul Blake                               | Roman Pavlyk                                    |
| 400 m T38 | Mohamed Farhat Chida                       | Wenjun Zhou (RR)                         | Union Sekailwe                                  |
| 400 m T44 | Oscar Pistorius (PR)                       | Blake Leeper (RR)                        | David Prince (WR)                               |
| 400 m T46 | Gunther Matzinger (RR)                     | Yohansson Nascimento (WR)                | Pradeep Sanjaya Uggl Dena Pathirannehelag (RR)  |
| 400 m T52 | Raymond Martin                             | Tomoya Ito                               | Thomas Geierspichler                            |
| 400 m T53 | Huzhao Li (PR)                             | Brent Lakatos                            | Yufei Zhao                                      |
| 400 m T54 | Lixin Zhang                                | Kenny Van Weeghel                        | Chengming Liu                                   |

#### 800m
| Classe    | Or                     | Argent               | Bronze            |
| 800 m T12 | Abderrahim Zhiou       | Egor Sharov          | David Devine (en) |
| 800 m T13 | Abdellatif Baka (PR)   | David Korir          | Abdelillah Mame   |
| 800 m T36 | Evgenii Shetcov (PR)   | Artem Arefyev        | Paul Blake        |
| 800 m T37 | Michael McKillop (IRL) | Mohamed Charmi (TUN) | Brad Scott (AUS)  |
| 800 m T52 | Gunther Matzinger (WR) | Samir Nouioua (RR)   | Abraham Tarbei    |
| 800 m T53 | Richard Colman         | Brent Lakatos        | Joshua George     |

#### 1 500m
| Classe      | Or                                     | Argent                                | Bronze                                     |
| 1 500 m T11 | Samwel Mushai Kimani Guide: James Boit | Odair Santos Guide: Carlos Dos Santos | Jason Joseph Dunkerley Guide: Josh Karanja |
| 1 500 m T13 | Abdellatif Baka (PR)                   | David Korir                           | Abdelillah Mame                            |
| 1 500 m T20 | Peyman Nasiri Bazanjani                | Daniel Pek                            | Rafal Korc                                 |
| 1 500 m T37 | Michael McKillop (PR)                  | Brad Scott                            | Mohamed Charmi (RR)                        |
| 1 500 m T46 | Abraham Tarbei (WR)                    | Wondiye Fikre Indelbu                 | Samir Nouioua                              |
| 1 500 m T54 | David Weir                             | Prawat Wahoram                        | Gyu Dae Kim                                |

#### 5 000m
| Classe      | Or                                             | Argent                                     | Bronze              |
| 5 000 m T11 | Cristian Valenzuela Guide: Cristopher Guajardu | Jason Joseph Dunkerley Guide: Josh Karanja | Shinya Wada (RR)    |
| 5 000 m T12 | El Amin Chentouf (WR)                          | Abderrahim Zhiou                           | Henry Kiprono Kirwa |
| 5 000 m T54 | David Weir                                     | Kurt Fearnley                              | Julien Casoli       |

#### Marathon
| Classe       | Or                       | Argent                                                         | Bronze                 |
| Marathon T12 | Alberto Suarez Laso (WR) | Elkin Alonso Serna Moreno (RR) Guide: German Naranjo Jaramillo | Abderrahim Zhiou (RR)  |
| Marathon T46 | Tito Sena                | Abderrahman Ait Khamouch                                       | Frederic Van Den Heede |
| Marathon T54 | David Weir               | Marcel Hug                                                     | Kurt Fearnley          |

#### 4×100m
| Classe          | Or                  | Argent     | Bronze      |
| 4×100 m T11–T13 | Russie (PR)         | Chine (RR) | Azerbaïdjan |
| 4×100 m T42–T46 | Afrique du Sud (WR) | Chine (RR) | Allemagne   |

#### 4×400m
| Classe          | Or         | Argent    | Bronze    |
| 4×400 m T53–T54 | Chine (WR) | Thaïlande | Australie |

#### Saut en hauteur
| Classe              | Or                  | Argent                           | Bronze            |
| Saut en hauteur F42 | Iliesa Delana (RR)  | Girisha Hosanagara Nagarajegowda | Lukasz Mamczarz   |
| Saut en hauteur F46 | Maciej Lepiato (WR) | Jeff Skiba                       | Hongjie Chen (PR) |

#### Saut en longueur
| Classe                  | Or                                 | Argent                     | Bronze                  |
| Saut en longueur F11    | Ruslan Katyshev                    | Elexis Gillette            | Duan Li                 |
| Saut en longueur F13    | Luis Felipe Gutierrez (CUB)        | Angel Jimenez Cabeza (CUB) | Radoslav Zlatanov (BUL) |
| Saut en longueur F20    | Jose Antonio Exposito Pineiro (PR) | Zoran Talic                | Lenine Cunha            |
| Saut en longueur F36    | Roman Pavlyk                       | Mariusz Sobzack            | Vladimir Sviridov       |
| Saut en longueur F37-38 | Gocha Kugaev (WR)                  | Yuxi Ma (RR)               | Dyan Buis (WR)          |
| Saut en longueur F42-44 | Markus Rehm (GER)                  | Wojtek Czyz (GER)          | Daniel Jorgensen (DEN)  |
| Saut en longueur F46    | Fuliang Liu (CHN)                  | Arnaud Assoumani (FRA)     | Huseyn Hasanov (AZE)    |

#### Triple saut
| Classe          | Or                | Argent                 | Bronze                  |
| Triple saut F11 | Denis Gulin       | Duan Li                | Ruslan Katyshev         |
| Triple saut F12 | Oleg Panyutin     | Vladimir Sayets        | Hewei Dong              |
| Triple saut F46 | Fuliang Liu (CHN) | Arnaud Assoumani (FRA) | Aliaksandr Subota (BLR) |

#### Lancer de massue
| Classe                     | Or                        | Argent            | Bronze                |
| Lancer de massue F31/32/51 | Zeljko Dimitrijevic (SRB) | Radim Beles (CZE) | Lahouari Bahlaz (ALG) |

#### Lancer du disque
| Classe                  | Or                          | Argent                     | Bronze                   |
| Lancer du disque F11    | David Casino                | Vasyl Lishchynskyi         | Bil Marinkovic           |
| Lancer du disque F32-34 | Yanzhang Wang (WR)          | Hani Alnakhli (WR)         | Lahouari Bahlaz (WR)     |
| Lancer du disque F35-36 | Sebastian Ernst Klaus Dietz | Oleksii Pachkov            | Wenbo Wang               |
| Lancer du disque F37–38 | Javad Hardani (WR)          | Dong Xia (WR)              | Tomasz Blatkiewicz (RR)  |
| Lancer du disque F40    | Zhiming Wang (WR)           | Paschalis Shathelakos (RR) | Jonathan De Souza Santos |
| Lancer du disque F42    | Aled Davies (RR)            | Mehrdad Karam Zadeh        | Lezheng Wang             |
| Lancer du disque F44    | Jeremy Campbell (PR)        | Dan Greaves                | Farzad Sepahvand (RR)    |
| Lancer du disque F51–53 | Mohamed Berrahal (WR)       | Aigars Apinis (WR)         | Mohamed Zemzemi          |
| Lancer du disque F54–56 | Leonardo Diaz (WR)          | Drazenko Mitrovic (WR)     | Ali Mohammad Yari        |
| Lancer du disque F57–58 | Alexey Ashapatov (WR)       | Rostislav Pohlmann         | Metawa Abouelkhir        |

#### Lancer du javelot
| Classe                      | Or                        | Argent                        | Bronze                   |
| Lancer du javelot F12–13    | Pengkai Zhu               | Sajad Nikparast               | Branimir Budetic         |
| Lancer du javelot F33–34    | Mohsen Kaedi              | Yanzhang Wang                 | Kamel Kardjena           |
| Lancer du javelot F40       | Zhiming Wang              | Paschelis Stathelakos         | Jonathan de Souza Santos |
| Lancer du javelot F42       | Aled Davies               | Mehrdad Karam Zadeh           | Lezheng Wang             |
| Lancer du javelot F44       | Mingjie Gao               | Tony Falelavaki               | Ronald Hertog            |
| Lancer du javelot F51/52/53 | Alphanso Cunningham (RR)  | Modèle:IRI-d-dAbdolreza Jokar | Mauro Maximo de Jesus    |
| Lancer du javelot F54/55/56 | Luis Alberto Zepeda Felix | Alexei Kuznetsov              | Manolis Stefanoudakis    |
| Lancer du javelot F57–58    | Mohammad Khalvandi        | Claudiney Batista dos Santos  | Raed Salem               |

#### Lancer du poids
| Classe                 | Or                  | Argent                | Bronze                  |
| Lancer du poids F20    | Todd Hodgetts       | Jeffrey Ige           | Muhammad Ziyad Zolkefli |
| Lancer du poids F32-33 | Kamel Kardjena      | Karim Betina          | Mounir Bakiri           |
| Lancer du poids F34    | Azeddine Nouiri     | Mohsen Kaedi          | Thierry Cibone          |
| Lancer du poids F40    | Wang Zhiming        | Hocine Gherzouli      | Paschalis Stathelakos   |
| Lancer du poids F42-44 | Jackie Christiansen | Darko Kralj           | Aled Davies             |
| Lancer du poids F46    | Nikita Prokhorov    | Hou Zhanbiao          | Tomasz Rebisz           |
| Lancer du poids F52-53 | Aigars Apinis       | Mauro Maximo de Jesus | Scot Severn             |
| Lancer du poids F54-56 | Jalil Bagheri Jeddi | Karol Kozun           | Robin Womack            |
| Lancer du poids F57–58 | Alexeï Ashapatov    | Janusz Rokicki        | Michael Louwrens        |

### Femmes

#### 100m
| Classe    | Or                          | Argent                        | Bronze                    |
| 100 m T11 | Terezinha Guilhermina (BRA) | Jerusa Geber dos Santos (BRA) | Jhulia Santos (BRA)       |
| 100 m T12 | Zhou Guohua (CHN)           | Libby Clegg (GBR)             | Oksana Boturchuk (UKR)    |
| 100 m T13 | Omara Durand (CUB)          | Ilse Hayes (RSA)              | Nantenin Keïta (FRA)      |
| 100 m T34 | Hannah Cockroft (GBR)       | Amy Siemons (NED)             | Rosemary Little (AUS)     |
| 100 m T35 | Ping Liu (CHN)              | Oxana Corso (ITA)             | Virginia McLachlan (CAN)  |
| 100 m T36 | Elena Ivanova (RUS)         | Jeon Min-jae (KOR)            | Claudia Nicoleitzik (GER) |
| 100 m T37 | Mandy François-Elie (FRA)   | Johanna Benson (NAM)          | Neda Bahi (TUN)           |
| 100 m T38 | Margarita Gontcharova (RUS) | Chen Junfei (CHN)             | Inna Strizhak (UKR)       |
| 100 m T42 | Martina Caironi (ITA)       | Kelly Cartwright (AUS)        | Jana Schmidt (GER)        |
| 100 m T44 | Marie-Amélie Le Fur (FRA)   | Marlou van Rhijn (NED)        | April Holmes (USA)        |
| 100 m T46 | Yunidis Castillo (CUB)      | Nikol Rodomakina (RUS)        | Wang Yanping (CHN)        |
| 100 m T52 | Marieke Vervoort (BEL)      | Michelle Stilwell (CAN)       | Kerry Morgan (USA)        |
| 100 m T53 | Huang Lisha (CHN)           | Zhou Hongzhuan (CHN)          | Angie Ballard (AUS)       |
| 100 m T54 | Liu Wenjun (CHN)            | Dong Hongjiao (CHN)           | Tatyana McFadden (USA)    |

#### 200m
| Classe    | Or                          | Argent                        | Bronze                    |
| 200 m T11 | Terezinha Guilhermina (BRA) | Jerusa Geber dos Santos (BRA) | Jia Juntingxian (CHN)     |
| 200 m T12 | Assia El Hannouni (FRA)     | Zhou Guohua (CHN)             | Zhu Daqing (CHN)          |
| 200 m T34 | Hannah Cockroft (GBR)       | Amy Siemons (NED)             | Desiree Vranken (NED)     |
| 200 m T35 | Liu Ping (CHN)              | Oxana Corso (ITA)             | Virginia McLachlan (CAN)  |
| 200 m T36 | Elena Ivanova (RUS)         | Jeon Min-jae (KOR)            | Claudia Nicoleitzik (GER) |
| 200 m T37 | Johanna Benson (NAM)        | Bethany Woodward (GBR)        | Maria Siefert (GER)       |
| 200 m T38 | Chen Junfei (CHN)           | Margarita Gontcharova (RUS)   | Inna Stryzhak (UKR)       |
| 200 m T44 | Marlou van Rhijn (NED)      | Marie-Amélie Le Fur (FRA)     | Katrin Green (GER)        |
| 200 m T46 | Yunidis Castillo (CUB)      | Alicja Fiodorow (POL)         | Anrune Liebenberg (RSA)   |
| 200 m T52 | Michelle Stilwell (CAN)     | Marieke Vervoort (BEL)        | Kerry Morgan (USA)        |
| 200 m T53 | Huang Lisha (CHN)           | Angela Ballard (AUS)          | Zhou Hongzhuan (CHN)      |

#### 400m
| Classe    | Or                      | Argent                    | Bronze                                  |
| 400 m T12 | Assia El Hannouni (FRA) | Oksana Boturchuk (UKR)    | Daniela Eugenia Velasco Maldonado (MEX) |
| 400 m T13 | Omara Durand (CUB)      | Somaya Bousaid (TUN)      | Alexandra Dimoglou (GRE)                |
| 400 m T37 | Neda Bahi (TUN)         | Victoria Kravchenko (UKR) | Evgueniya Trushnikova (RUS)             |
| 400 m T46 | Yunidis Castillo (CUB)  | Anrune Liebenberg (RSA)   | Alicja Fiodorow (POL)                   |
| 400 m T53 | Zhou Hongzhuan (CHN)    | Angela Ballard (AUS)      | Huang Lisha (CHN)                       |
| 400 m T54 | Tatyana McFadden (USA)  | Dong Hongjiao (CHN)       | Edith Wolf (SUI)                        |

#### 800m
| Classe    | Or                     | Argent            | Bronze              |
| 800 m T53 | Zhou Hongzhuan (CHN)   | Huang Lisha (CHN) | Jessica Galli (USA) |
| 800 m T54 | Tatyana McFadden (USA) | Edith Wolf (SUI)  | Zou Lihong (CHN)    |

#### 1 500m
| Classe      | Or                        | Argent                       | Bronze                 |
| 1 500 m T12 | Elena Pautova (RUS)       | Elena Congost Mohedano (ESP) | Annalisa Minetti (ITA) |
| 1 500 m T20 | Barbara Niewiedzial (POL) | Arleta Meloch (POL)          | Ilona Biacsi (HUN)     |
| 1 500 m T54 | Tatyana McFadden (USA)    | Edith wolf (SUI)             | Shirley Reilly (USA)   |

#### 5 000m
| Classe      | Or               | Argent               | Bronze               |
| 5 000 m T54 | Edith Wolf (SUI) | Shirley Reilly (USA) | Christie Dawes (AUS) |

#### Marathon
| Classe       | Or                   | Argent             | Bronze            |
| Marathon T54 | Shirley Reilly (USA) | Shelly Woods (GBR) | Sandra Graf (SUI) |

#### 4×100m
| Classe         | Or                                                                                  | Argent                                              | Bronze                                                                  |
| 4×100 m T35-38 | Russie Margarita Gontcharova Svetlana Sergeeva Elena Ivanova Anastasia Ovsyannikova | Chine Cao Yuanhang Liu Ping Xiong Dezhi Chen Junfei | Royaume-Uni Katrina Hart Jenny McLoughlin Bethany Woodward Olivia Breen |

#### Saut en longueur
| Classe                   | Or                          | Argent                 | Bronze                    |
| Saut en longueur F11-F12 | Oksana Zubkovska (UKR)      | Jia Juntingxian (CHN)  | Anna Kaniuk (BLR)         |
| Saut en longueur F13     | Ilse Hayes (RSA)            | Lynda Hamri (ALG)      | Anthi Karagianni (GRE)    |
| Saut en longueur F20     | Karolina Kucharczyk (POL)   | Krestina Zhukova (RUS) | Mikela Ristoski (CRO)     |
| Saut en longueur F37-38  | Margarita Gontcharova (RUS) | Inna Stryzhak (UKR)    | Cao Yuanhang (CHN)        |
| Saut en longueur F42-44  | Kelly Cartwright (AUS)      | Stef Reid (GBR)        | Marie-Amélie Le Fur (FRA) |
| Saut en longueur F46     | Nikol Rodomakina (RUS)      | Carlee Beattie (AUS)   | Ouyang Jingling (CHN)     |

#### Lancer de massue
| Classe                     | Or                  | Argent             | Bronze               |
| Lancer du disque F31/32/51 | Maroua Brahmi (TUN) | Mounia Gasmi (ALG) | Gemma Prescott (GBR) |

#### Lancer du disque
| Classe                  | Or                   | Argent                  | Bronze                    |
| Lancer du disque F11–12 | Zhang Liangmin (CHN) | Tang Hongxia (CHN)      | Claire Williams (GBR)     |
| Lancer du disque F35–36 | Wu Qing (CHN)        | Mariia Pomazan (UKR)    | Katherine Proudfoot (AUS) |
| Lancer du disque F37    | Mi Na (CHN)          | Xu Qiuping (CHN)        | Beverley Jones (GBR)      |
| Lancer du disque F40    | Najat El Garaa (MAR) | Raoua Tlili (TUN)       | Meng Genjimisu (CHN)      |
| Lancer du disque F51-53 | Josie Pearson (GBR)  | Catherine O'Neill (IRL) | Zena Cole (IRL)           |
| Lancer du disque F57–58 | Nassima Saifi (ALG)  | Stela Evena (BUL)       | Orla Barry (IRL)          |

#### Lancer du javelot
| Classe                         | Or                      | Argent                        | Bronze                  |
| Lancer du javelot F12-13       | Tanja Dragic (SRB)      | Anna Sorokina (RUS)           | Natalija Eder (AUT)     |
| Lancer du javelot F37-38       | Shirlene Coelho (BRA)   | Jia Qianqian (CHN)            | Georgia Beikoff (AUS)   |
| Lancer du javelot F46          | Katarzyna Piekart (POL) | Nataliya Gudkova (RUS)        | Madeleine Hogan (AUS)   |
| Lancer du javelot F52-53/33-34 | Birgit Kober (GER)      | Marie Braemer-Skowronek (GER) | Marjaana Huovinen (FIN) |
| Lancer du javelot F54-56       | Yang Liwan (CHN)        | Hania Aidi (TUN)              | Martina Willing (GER)   |
| Lancer du javelot F57-58       | Ming Liu (CHN)          | Safia Djelal (ALG)            | Larisa Volik (RUS)      |

#### Lancer du poids
| Classe                 | Or                               | Argent                     | Bronze                        |
| Lancer du poids F11–12 | Assunta Legnante (ITA)           | Tang Hongxia (CHN)         | Zhang Liangmin (CHN)          |
| Lancer du poids F20    | Ewa Durska (POL)                 | Anastasiia Mysnyk (UKR)    | Svitlana Kudelya (UKR)        |
| Lancer du poids F32–33 | Birgit Kober (GER)               | Louise Ellery (AUS)        | Maroua Brahmi (TUN)           |
| Lancer du poids F35–36 | Mariia Pomazan (UKR)             | Wang Jun (CHN)             | Wu Qing (CHN)                 |
| Lancer du poids F37    | Na Mi (CHN)                      | Xu Quiping (CHN)           | Eva Berna (CZE)               |
| Lancer du poids F40    | Raoua Tlili (TUN)                | Meng Genjimisu (CHN)       | Najat El Garaa (MAR)          |
| Lancer du poids F42–44 | Yao Juan (CHN)                   | Yang Yue (CHN)             | Michaela Floeth (GER)         |
| Lancer du poids F54–56 | Yang Liwan (CHN)                 | Marianne Buggenhagen (GER) | Angela Madsen (USA)           |
| Lancer du poids F57–58 | María de los Ángeles Ortiz (MEX) | Stela Eneva (BUL)          | Eucharia Njideka Iyiazi (NGR) |

## Médailles par pays
| Rang  | Nation          | Or  | Argent | Bronze | Total |
| ----- | --------------- | --- | ------ | ------ | ----- |
| 1     | Chine           | 33  | 29     | 24     | 86    |
| 2     | Russie          | 19  | 12     | 5      | 36    |
| 3     | Grande-Bretagne | 11  | 7      | 11     | 29    |
| 4     | États-Unis      | 9   | 6      | 13     | 28    |
| 5     | Tunisie         | 9   | 5      | 5      | 19    |
| 6     | Ukraine         | 8   | 7      | 7      | 22    |
| 7     | Brésil          | 7   | 8      | 3      | 18    |
| 8     | Cuba            | 7   | 4      | 0      | 11    |
| 9     | Pologne         | 6   | 7      | 5      | 18    |
| 10    | Australie       | 5   | 9      | 13     | 27    |
| 11    | Iran            | 5   | 5      | 3      | 13    |
| 12    | Allemagne       | 5   | 3      | 10     | 18    |
| 13    | Afrique du Sud  | 4   | 7      | 6      | 17    |
| 14    | Algérie         | 4   | 6      | 6      | 16    |
| 15    | France          | 4   | 4      | 5      | 13    |
| 16    | Irlande         | 4   | 1      | 1      | 6     |
| 17    | Espagne         | 3   | 2      | 0      | 5     |
| 18    | Maroc           | 3   | 0      | 3      | 6     |
| 19    | Italie          | 2   | 3      | 1      | 6     |
| 20    | Mexique         | 2   | 2      | 5      | 9     |
| Total | Total           | 170 | 170    | 170    | 510   |